# Alexsandro Ribeiro
Alexsandro Victor de Souza Ribeiro (Rio de Janeiro, 9 agosto 1999) è un calciatore brasiliano, difensore del Lilla.

## Carriera

### Club
Ha iniziato la sua carriera nel Praiense che militava nel Campeonato de Portugal.
Nel 2021 è passato con il Chaves, nella Segunda Liga, totalizzando 31 presenze e realizzando 3 reti, contribuendo così alla promozione della squadra nella Primeira Liga.
Il 1º luglio 2022 si trasferisce ai francesi del Lille.

### Nazionale
Il 26 maggio 2025 viene convocato per la prima volta in nazionale maggiore, con cui esordisce il 5 giugno seguente nel pareggio in trasferta contro l'Ecuador (0-0).

## Statistiche

### Presenze e reti nei club
Statistiche aggiornate al 5 novembre 2024
| Stagione        | Squadra         | Campionato      | Campionato | Campionato | Coppe nazionali | Coppe nazionali | Coppe nazionali | Coppe continentali | Coppe continentali | Coppe continentali | Altre coppe | Altre coppe | Altre coppe | Totale | Totale |
| Stagione        | Squadra         | Comp            | Pres       | Reti       | Comp            | Pres            | Reti            | Comp               | Pres               | Reti               | Comp        | Pres        | Reti        | Pres   | Reti   |
| --------------- | --------------- | --------------- | ---------- | ---------- | --------------- | --------------- | --------------- | ------------------ | ------------------ | ------------------ | ----------- | ----------- | ----------- | ------ | ------ |
| gen.-giu. 2019  | Praiense        | CdP             | 6+4        | 0          | TdP             | -               | -               | -                  | -                  | -                  | -           | -           | -           | 10     | 0      |
| 2019-2020       | Praiense        | CdP             | 20         | 3          | TdP             | 0               | 0               | -                  | -                  | -                  | -           | -           | -           | 20     | 3      |
| Totale Praiense | Totale Praiense | Totale Praiense | 26+4       | 3          |                 | 0               | 0               |                    | -                  | -                  |             | -           | -           | 30     | 3      |
| 2020-2021       | Amora           | CdP             | 18+6       | 0          | TdP             | 2               | 0               | -                  | -                  | -                  | -           | -           | -           | 26     | 0      |
| 2021-2022       | Chaves          | SL              | 31+2       | 3          | TdP+TdL         | 0+1             | 0               | -                  | -                  | -                  | -           | -           | -           | 34     | 3      |
| 2022-2023       | Lilla           | L1              | 21         | 3          | CF              | 2               | 0               | -                  | -                  | -                  | -           | -           | -           | 23     | 3      |
| 2023-2024       | Lilla           | L1              | 29         | 0          | CF              | 2               | 1               | UECL               | 11                 | 0                  | -           | -           | -           | 42     | 1      |
| 2024-2025       | Lilla           | L1              | 8          | 0          | CF              | -               | -               | UCL                | 8                  | 0                  | -           | -           | -           | 16     | 0      |
| Totale Lille    | Totale Lille    | Totale Lille    | 58         | 3          |                 | 4               | 1               |                    | 19                 | 0                  |             | -           | -           | 81     | 4      |
| Totale carriera | Totale carriera | Totale carriera | 133+12     | 9          |                 | 7               | 1               |                    | 19                 | 0                  |             | -           | -           | 171    | 10     |

### Cronologia presenze e reti in nazionale
| Cronologia completa delle presenze e delle reti in nazionale ― Brasile | Cronologia completa delle presenze e delle reti in nazionale ― Brasile | Cronologia completa delle presenze e delle reti in nazionale ― Brasile | Cronologia completa delle presenze e delle reti in nazionale ― Brasile | Cronologia completa delle presenze e delle reti in nazionale ― Brasile | Cronologia completa delle presenze e delle reti in nazionale ― Brasile | Cronologia completa delle presenze e delle reti in nazionale ― Brasile | Cronologia completa delle presenze e delle reti in nazionale ― Brasile |
| Data                                                                   | Città                                                                  | In casa                                                                | Risultato                                                              | Ospiti                                                                 | Competizione                                                           | Reti                                                                   | Note                                                                   |
| ---------------------------------------------------------------------- | ---------------------------------------------------------------------- | ---------------------------------------------------------------------- | ---------------------------------------------------------------------- | ---------------------------------------------------------------------- | ---------------------------------------------------------------------- | ---------------------------------------------------------------------- | ---------------------------------------------------------------------- |
| 5-6-2025                                                               | Guayaquil                                                              | Ecuador                                                                | 0 – 0                                                                  | Brasile                                                                | Qual. Mondiali 2026                                                    | -                                                                      |                                                                        |
| 10-6-2025                                                              | San Paolo                                                              | Brasile                                                                | 1 – 0                                                                  | Paraguay                                                               | Qual. Mondiali 2026                                                    | -                                                                      |                                                                        |
| Totale                                                                 |                                                                        | Presenze                                                               | 2                                                                      |                                                                        | Reti                                                                   | 0                                                                      |                                                                        |